# Edward Bernard Gunning
Edward Bernard Gunning (Leeuwarden, 12 september 1836 – Oosthem, 23 oktober 1905) was een Nederlands hervormd predikant. Hij was de zoon van Johannes Hermanus Gunning (1802-1889) en jongere broer van Johannes Hermanus Gunning (1829-1905). Hij komt uit een geslacht dat vele andere predikanten voortbracht.
Gunning studeerde theologie aan de Universiteit Utrecht. Hij was achtereenvolgens predikant te Langbroek (1861-1864), Nigtevecht (1864-1866), Leiderdorp (1866-1869), Nunspeet (1869-1874), Alkmaar (1874-1877), Waspik (1877-1879), Klundert (1879-1883), Zetten (1883-1888) en Oosthem (vanaf 1888).
In 1871 nam hij in Nunspeet het initiatief tot een fonds voor het oprichten van een christelijke school in de gemeente. Pas in 1904 kwam de school gereed. Bij de opening was Gunning desalniettemin aanwezig.
In 1888 nam hij als nieuwe predikant mede het initiatief tot een kerkscheuring in zijn gemeente in Oosthem. Zij wensten niet mee te gaan met de Doleantie. Tot de bouw van een noodkerk voor de afgescheurde gemeente predikte hij daarna in een schuur en kaaspakhuis. In 1905 was hij president van de Algemene Synode van de Nederlands Hervormde Kerk.